# Trimma volcana
Trimma volcana es una especie de peces de la familia de los Gobiidae en el orden de los Perciformes.

## Morfología
Los machos pueden llegar a alcanzar los 1,9 cm de longitud total y las  hembras 1.71.

## Hábitat
Es un pez de Mar y de clima tropical que vive hasta los 24 m de profundidad.

## Distribución geográfica
Se encuentra en Tanzania, Mozambique y Comoras.

## Observaciones
Es inofensivo para los humanos.